# Club Social y Deportivo Tristán Suárez
Il Club Social y Deportivo Tristán Suárez, noto semplicemente come Tristán Suárez, è una società calcistica argentina con sede nella città di Tristán Suárez, nella provincia di Buenos Aires. Milita nella Primera B Nacional, la seconda serie del calcio argentino.

## Palmarès

### Competizioni nazionali
- Primera D: 1

1975

### Altri piazzamenti
- Primera B Metropolitana:

Secondo posto: 2020